# VTA1
VTA1 (англ. Vesicle trafficking 1) – білок, який кодується однойменним геном, розташованим у людей на короткому плечі 6-ї хромосоми. Довжина поліпептидного ланцюга білка становить 307 амінокислот, а молекулярна маса — 33 879.
| 10         |  | 20         |  | 30         |  | 40         |  | 50         |
| ---------- |  | ---------- |  | ---------- |  | ---------- |  | ---------- |
| MAALAPLPPL |  | PAQFKSIQHH |  | LRTAQEHDKR |  | DPVVAYYCRL |  | YAMQTGMKID |
| SKTPECRKFL |  | SKLMDQLEAL |  | KKQLGDNEAI |  | TQEIVGCAHL |  | ENYALKMFLY |
| ADNEDRAGRF |  | HKNMIKSFYT |  | ASLLIDVITV |  | FGELTDENVK |  | HRKYARWKAT |
| YIHNCLKNGE |  | TPQAGPVGIE |  | EDNDIEENED |  | AGAASLPTQP |  | TQPSSSSTYD |
| PSNMPSGNYT |  | GIQIPPGAHA |  | PANTPAEVPH |  | STGVASNTIQ |  | PTPQTIPAID |
| PALFNTISQG |  | DVRLTPEDFA |  | RAQKYCKYAG |  | SALQYEDVST |  | AVQNLQKALK |
| LLTTGRE    |  |            |  |            |  |            |  |            |

A: Аланін

C: Цистеїн

D: Аспарагінова кислота

E: Глутамінова кислота

F: Фенілаланін

G: Гліцин

H: Гістидин

I: Ізолейцин

K: Лізин

L: Лейцин

M: Метіонін

N: Аспарагін

P: Пролін

Q: Глутамін

R: Аргінін

S: Серин

T: Треонін

V: Валін

W: Триптофан

Задіяний у таких біологічних процесах, як транспорт, транспорт білків, ацетилювання, альтернативний сплайсинг. 
Локалізований у цитоплазмі, мембрані, ендосомах.